# Tour della nazionale maschile di rugby a 15 della Scozia 2016

## Risultati
| Arbitro: | Ben O'Keeffe |

|                 |      |                           |
| Horie 8’        | mt   | 37’ tecnica 41’ Nel       |
| Tamura 8’       | tr   | 37’, 41’ Laidlaw          |
| Tamura 28’, 55’ | c.p. | 4’, 15’, 19’, 62’ Laidlaw |

| Arbitro: | Marius Mitrea |

|                     |      |                                                |
| Shigeno 20’         | mt   |                                                |
| Tamura 20’          | tr   |                                                |
| Tamura 6’, 29’, 49’ | c.p. | 2’, 15’, 25’ Pyrgos 52’, 60’, 70’, 77’ Laidlaw |